# Syagrius
Syagrius, mort vers 486, est un commandant militaire gallo-romain souvent présenté comme le dernier représentant supposé de la domination romaine en Gaule du Nord. Dans un contexte de fragmentation politique suivant l’effondrement progressif de l’Empire romain d’Occident au Ve siècle, marqué par la montée en puissance des peuples fédérés et la désintégration des structures impériales, il aurait exercé une autorité limitée sur une enclave gallo-romaine centrée autour de Soissons, jusqu’à sa défaite face à Clovis.
Héritier présumé de son père Aegidius, Syagrius est décrit par Grégoire de Tours comme un Romanorum rex (« roi des Romains ») mais les sources sont trop fragmentaires, ambiguës et contradictoires pour confirmer la nature et l’étendue réelle de son pouvoir. Dans un contexte marqué par l'effacement progressif de l’administration romaine en Gaule, Syagrius coexiste d’abord avec Childéric Ier, roi des Francs saliens, avec lequel il pourrait avoir partagé une forme d’autorité sur les territoires entre la Loire et la Somme.
Cette coexistence précaire se rompt après la mort de Childéric, autour de 481, lorsque Syagrius semble revendiquer le contrôle de l’armée de la Loire, déclenchant un conflit direct avec Clovis, fils du roi franc. Vaincu  à Soissons vers 486 lors d’une campagne menée par Clovis et ses alliés, Syagrius trouve refuge auprès du roi wisigoth Alaric II avant d’être livré à Clovis et exécuté.
Cette figure des plus obscures de l’administration de l’Antiquité tardive, dont le rôle a souvent été surestimé dans l'historiographie, est aujourd’hui réévalué par la recherche qui considère désormais son territoire comme une enclave temporaire, peut-être réduite à la seule ville de Soissons, et son titre de rex comme une désignation davantage politique que royale.

## Les sources
Le peu que l'on connaît de Syagrius, qui n'est mentionné par aucune source contemporaine, provient de sources mérovingiennes, assez contradictoires, et si une certaine historiographie a pu broder sur le personnage et son « royaume », il faut convenir que les informations à son sujet tiennent en fort peu de choses et que son importance a probablement été surévaluée. De manière générale, la pauvreté des sources concernant la situation régionale, particulièrement complexe dans les années 465-475, ne permet pas toujours de comprendre et d'analyser les positions des différents protagonistes.
La source principale concernant Syagrius est Grégoire de Tours, principalement son Decem Libros Historiarum (vers 575) qui est utilisé par deux sources plus éloignées dans le temps et ancrées dans la tradition historique médiévale : la Chronique de Frédégaire datant de la seconde moitié du VIIe siècle, et l'anonyme Liber Historiae Francorum, une chronique du début du VIIIe siècle qui apporte quelques changements et un nombre important d'ajouts par rapport au texte de Grégoire. Bien qu'elle soit particulièrement tardive, cette dernière source a l'intérêt d'avoir été écrite dans la région de Soissons ou par un auteur la connaissant particulièrement bien.
Cependant, et contrairement à ce qui est souvent affirmé, Grégoire n’est pas la seule autorité attestant de l'existence de Syagrius, dont le nom figure également dans une chronique probablement rédigée à Angers et copiée par Grégoire. Le nom de Syagrius apparaît également dans la Table franque des peuples, rassemblant des généalogies poétiques franques remontant au VIe siècle, généalogies constituées pour légitimer et glorifier les dynasties régnantes, attestant que le nom de Syagrius, avec celui d'Aetius et d'Aegidius, était bien connu des Francs et considérés comme prestigieux.

## Contexte

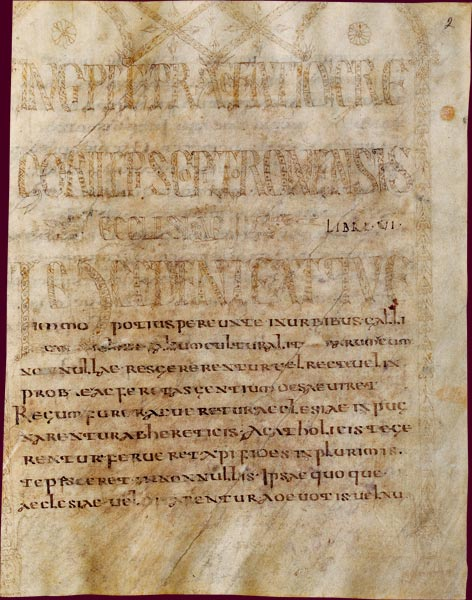
Grégoire de Tours, Decem libri historiarum, frontispice d'un manuscrit de la fin du VIIe siècle. BnF, Manuscrits, Latin 17655 fol. 2.

Au milieu du Ve siècle, l’Empire romain d’Occident connaît un déclin causé tant par des luttes intestines que par les incursions barbares qui affaiblissent son autorité, des pans entiers de territoires échappant à l'administration de l'empereur, alors que l’Empire d’Orient, beaucoup plus riche et stable, se concentre sur ses propres frontières. En Gaule, la domination impériale s’effrite face à l’autonomisation croissante des peuples fédérés comme les Wisigoths qui, les premiers, normalisent leur relation avec Rome par le fœdus de 418 et se fixent en Novempopulanie et en Aquitaine seconde, ou encore les Burgondes, installés en Sapaudie en 443 à l'instigation du maître des milices Aetius.
En 451, la bataille des Champs Catalauniques oppose une coalition romano-barbare menée par Aetius aux troupes d’Attila, permettant temporairement de contenir la menace extérieure. Cependant, l’assassinat d’Aetius en 454 laisse la Gaule sans dirigeant militaire capable de maintenir une cohésion durable ce qui fragilise les alliances entre les Romains et les fédérés. Parvenu au pouvoir en 457, l’empereur Majorien tente de restaurer l’autorité impériale en menant des réformes militaires et administratives secondé par des officiers comme Aegidius qu'il nomme commandant militaire pour la Gaule.
Mais l’assassinat de Majorien par Ricimer en 461 marque un retour à l’instabilité et, refusant de reconnaître les empereurs soutenus par Ricimer, Aegidius établit une enclave autonome autour de Soissons. Celui-ci résiste aux attaques de Théodoric dont il bat les troupes à la bataille d'Orléans, mais les Burgondes de Gondioc s'emparent du couloir rhodanien jusqu'à Lyon, coupant de la sorte la Gaule du Nord des dernières possessions de l'Empire latin en Gaule du Sud. En outre, une rivalité se fait jour entre Childéric et Aegidius dès le retour d'exil du roi des Francs saliens qui, promu au rang d'agent impérial par Ricimer renforce sa domination sur la région et consolide ses alliances parmi les chefs francs locaux. Cette rivalité culmine avec une bataille qui oppose les deux hommes à Orléans, avant qu'Aegidius soit assassiné dans des circonstances obscures vers 465 .
Dans ce cadre de ces luttes de pouvoir, de fragmentation territoriale et, finalement, de transition entre la romanité déclinante et l’émergence des royaumes francs que la figure de Syagrius prend place.

## Biographie

### Origines
Si Syagrius est l’une des figures les plus obscures de l’administration de l’Antiquité tardive en Europe continentale et que la réalité de son « royaume des Romains » ou d'un « Royaume de Soissons » — bien que souvent représenté de manière concrète dans des atlas historiques — soit largement sujette à caution et profondément remise en question, il n'y a pourtant aucune raison de douter a priori son existence historique. Il semble ainsi établi que ce Syagrius soit le fils d'Aegidius et provienne ainsi probablement d'une importante famille patricienne gallo-romaine d'origine lyonnaise, les Syagrii, provenance dont son nom semble attester.

### Autorités

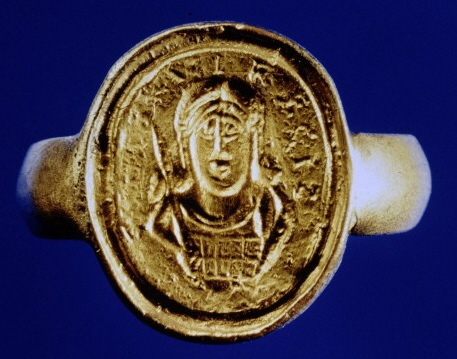
Fac-similé de l'anneau sigillaire trouvé dans la tombe du roi Childéric à Tournai en 1653, Bibliothèque nationale de France.

Royaume de Syagrius en 486.

À la mort d'Aegidius, la Gaule septentrionale est fragmentée et sa situation politique complexe. Tout au plus peut-on affirmer que le nord de la Loire est partagé entre différents chefs francs et le commandant gallo-romain, qui assure une forme de gouvernance post-impériale sur un territoire mal défini entre la Loire et la Somme.
L'idée souvent exprimée selon laquelle Aegidius aurait directement légué à son fils son commandement au nord, une enclave romaine ou même un « royaume de Soissons », ne trouve aucun soutien clair dans les sources : Grégoire de Tours explique juste que Syagrius a succédé à son père . Ce dernier ne semble pas davantage avoir reçu d’autorité de ce qui reste alors de l’administration impériale en Gaule et aucun élément ne suggère qu’il ait été magister ou ait occupé une position équivalente. Après l'assassinat d'Aegidius vers 465, le reste de ses troupes partage vraisemblablement sa loyauté entre le franc salien Childéric et Syagrius, qui se retire au nord de la Loire dans un territoire qui comprend une partie de la population franque de la région.
Néanmoins, les preuves écrites suggèrent clairement qu'à la mort d'Aegidius, Childéric Ier prend la direction de la principale puissance au nord de la Loire et domine ses chefs secondaires jusqu'à sa propre mort, probablement dans les années 480. Ce que l'on apprend encore de Grégoire, c'est que, dans la « cinquième année du règne de Clovis », Syagrius a établi sa résidence à Soissons, cité qu'Aegidius « avait autrefois possédée ».
Si certains chercheurs y décèlent une partition institutionnelle avec Childéric des territoires de part et d'autre des rives de la Somme, d'autres voient dans l'installation de Syagrius à Soissons le témoignage d'une reconquête, lancée par Syagrius vers 476 — et peut-être avec le concours de contingents du wisigoth Alaric II — de la partie méridionale de la Belgique seconde sur laquelle règne Childéric. Malgré le fait que Grégoire de Tours décrive Syagrius comme un Romanorum rex (« roi des Romains ») basé à Soissons, aucune preuve ne permet d'affirmer que son pouvoir se soit étendu au-delà de cette ville.
On ne peut pour autant écarter la possibilité d'un partage du pouvoir sur ces territoires au retour d'exil de Childeric, dans une sorte de structure collégiale, un co-règne ou une diarchie entre dirigeants « franc » et « romain », l'un gouvernant depuis Tournai et l'autre depuis Soissons, la plupart des chercheurs rejetant toutefois l’idée qu’Aegidius et Syagrius aient pu exercer un véritable règne « royal » sur les Francs.
Ainsi, la Gaule du Nord a pu basculer d'une première période d'autorité conjointe et de coexistence pacifique entre Childéric et Syagrius (470-476)  à une période ouvertement antagoniste (476-481) ouvrant une décennie de combats qui se poursuivent avec l'arrivée au pouvoir de Clovis.

### Légitimités
Quoi qu'il en soit, on peut envisager qu'après la mort de Childéric Ier, Syagrius a cherché à prendre le commandement de l'armée de la Loire — la troupe unifiée sous le nom de « Francs ». Il est en effet vraisemblable que la disparition de ce dernier ait occasionné une lutte entre Syagrius et Clovis, fils respectifs des deux commandants de ladite armée dans les années 450 et 460, pour le contrôle de cette force. Bien que Syagrius semble avoir été plus âgé et mieux établi que Clovis, la lutte tourne à l'avantage de ce dernier en partie grâce au soutien de ses alliés des royaumes francs plus septentrionaux.
On a également pu voir dans les agissements de Syagrius et son père la dernière tentative de la structure administrative romaine pour maintenir son contrôle sur le nord de la Gaule face à des pressions extérieures et intérieures, une « romanité politique » dont les indices restent minces. Néanmoins, et dans cette idée, il est possible que le titre de patricius ait été accordé par l'empereur Anthémius à Syagrius, mais il semble tout aussi possible que tant Aegidius que Syagrius se soient trouvés en état de rébellion contre l'autorité impériale de Ravenne et, pour cette raison, combattus par les fédérés légitimistes.
Par ailleurs, une source pourrait attester d'une délégation envoyée par ce dernier à l'empereur byzantin Zénon en 476 : celle-ci aurait eu pour mission de protester contre la reconnaissance d'Odoacre après la déposition par celui-ci du jeune empereur Romulus Augustule, voire même de réclamer la reconnaissance de Syagrius par Constantinople. Mais là encore, la réalité même de ces relations diplomatiques et pseudo-constitutionnelles avec les autorités impériales byzantines, qui s'appuient davantage sur des études modernes plutôt que sur des preuves contemporaines, sont l'objet de débats.

### Soissons

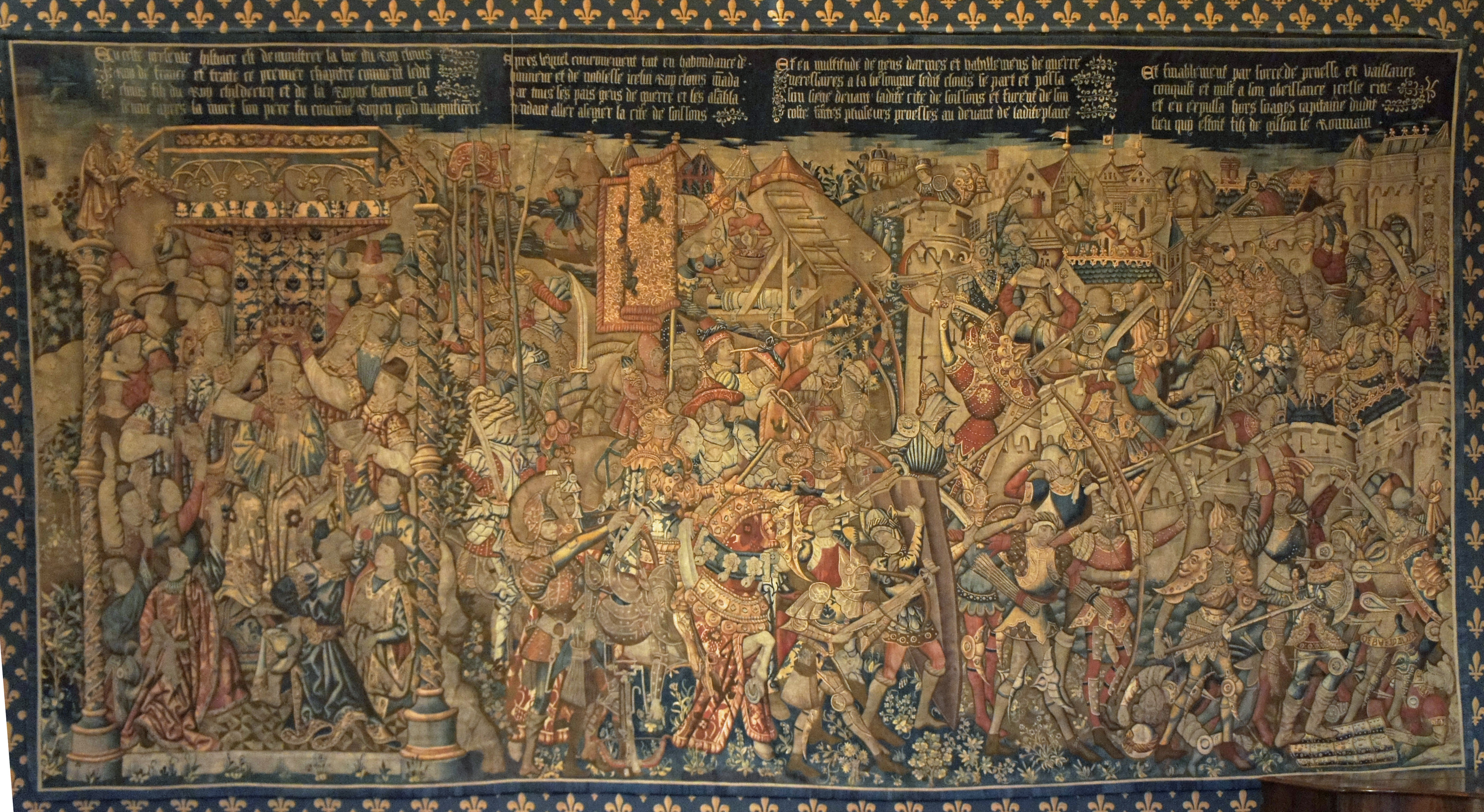
Syagrius à la bataille de Soissons, palais du Tau (Reims).

La date traditionnelle de la défaite de Syagrius par Clovis est généralement fixée lors de la cinquième année du règne de ce dernier, souvent supposée être 486 mais qui demeure largement incertaine : l’accession de Clovis à la tête des Francs peut en effet avoir eu lieu à tout moment après 474, peut-être même aussi tard qu’en 491. Quoi qu'il en soit, l'affrontement contre Syagrius constitue le premier défi attesté auquel Clovis doit faire faire face durant de son règne, et inaugure la série de victoires qui caractérise la carrière de Clovis présentée par Grégoire de Tours.
Selon le récit de Grégoire, Clovis, soutenu par un autre roi franc, Ragnachaire, marche sur Soissons et défie Syagrius en bataille rangée. Apparemment confiant dans sa victoire, Syagrius accepte de livrer bataille plutôt que de se retrancher derrière les murs de Soissons et forcer Clovis à entreprendre un siège. Cette confiance s’avère mal placée : les forces de Syagrius sont mises en déroute, et il s’enfuit auprès du roi wisigoth Alaric II à Toulouse, peut-être pour tenter une alliance avec celui-ci. Clovis exerce alors des pressions diplomatiques qui contraignent ce dernier à lui livrer le réfugié, pour qu’il soit exécuté. Mais, là encore, la chronologie de Grégoire, qui laisse entendre que la trahison et l’exécution de Syagrius ont eu lieu peu après sa défaite, n'est pas assurée.

Les conquêtes successives de Clovis en Gaule (486 - 511).

Lorsque Grégoire rapporte brièvement l’issue de l’affrontement avec Syagrius, il explique que « [Clovis] le fit mettre à mort en secret, tandis qu’il prenait possession de son royaume [regnum] ». Cette mise à mort « en secret » laisse supposer l'évitement d'une exécution publique ou de la diffusion de la nouvelle qui aurait pu susciter des idées de succession d’un royaume ou d’un fief personnel. Par ailleurs, si Syagrius avait été un administrateur pour l'Empire, celui-ci perdurant à sa défaite, aurait pu tenter de le venger. D'ailleurs, certains chercheurs considèrent que la révolte de certains peuples du nord de la Loire ralliés à Syagrius comme les Suessions traduit non pas un mouvement légitimiste pour conserver un hypothétique « royaume romain » dans le giron de l'Empire mais, au contraire, contre les rois francs nouveaux représentants de l'Empire.
Quoi qu'il en soit, l'auteur anonyme de la liste connue sous le nom de Table franque des peuples, datant probablement de la fin du VIIe siècle, considère la chute de Syagrius comme une date charnière marquant la fin de la domination romaine en Gaule : « Siagrium, per quem Romani regnum perditerunt » (« Syagrius, avec lequel le règne des Romains fut définitivement perdu »). Ainsi et en somme, quelle que soit la nature du pouvoir de Syagrius sur une partie de la Gaule qui avait autrefois été partie de l'Empire romaine, avec sa défaite, celle-ci est perdue au profit des Francs.

## Historiographie
Comme à propos du territoire qu'ils dominent et de sa nature, les sources sont assez contradictoires sur les titres que portent de tant Aegidius que Syagrius. Ce dernier est qualifié par la chronique de Frédégaire du titre romain de  « patricius »  mais Syagrius semble avoir également pris le titre de dux porté par les chefs francs fédérés qui semblent ainsi l'avoir reconnu comme chef indépendant.
Ces titres suggèrent que le domaine dirigé par Syagrius constitue un territoire souverain parmi les « royaumes » barbares. Ainsi, certains travaux envisagent Aegidius et Syagrius, parmi d'autres figures contemporaines similaires, comme des acteurs relativement typiques de l’époque où des individus, parfois été décrits comme des « seigneurs de guerre », cherchent à se constituer des dominiums dans ces contrées par tous les moyens à leur disposition.
Mais c'est le titre de Romanorum rex conféré par Grégoire de Tours (Hist., 2.27) — précisant a contrario que Syagrius n'est ni patrice ni maitre des milices — qui a en particulier suscité de nombreuses spéculations historiographiques, sans qu'il existe de nos jours un réel consensus historien. L'expression peut d'ailleurs laisser entendre tant un rôle officiel ou reconnu dans un cadre politique qu'une élection de Syagrius par la faction « romaine » de la région, en opposition au fils de Childéric, rex de la faction franque, le titre rex ne traduisant aucune souveraineté ethnique.
En tout état de cause, le consensus historien actuel s'accorde sur le fait que la qualification de « royaume romain » pour décrire la nature du territoire dirigé par Syagrius est une extrapolation abusive de la lecture de Grégoire dont les informations sont aussi ténues qu'ambiguës. Enfin, on peut mentionner que certains historiographes ont été amenés à considérer Syagrius comme un usurpateur voire comme l’équivalent des empereurs proclamés en Gaule au IIIe siècle, mais ces hypothèses sont aujourd'hui abandonnées.
Il semble en définitive que Syagrius compte au nombre des nombreux chefs militaires de la Gaule du nord à l'instar — des comtes Paul et Arbogastes — dont l'hégémonie ne s'est jamais étendue au-delà d'un territoire réduit et fluctuant, aussi bien prédateurs envers la population rurale locale qu'ils en sont les protecteurs, une situation qui perdure plusieurs dizaines d'années, jusqu'à ce que Clovis ne finisse, au tournant du VIe siècle, par réunir assez de pouvoir et d'autorité pour soumettre une partie significative du territoire gaulois à son contrôle. 